# Sede metropolitana

Modello generico dello stemma di un arcivescovo metropolita

Una sede metropolitana, nell'organizzazione territoriale della Chiesa cattolica, è un'arcidiocesi o un'arcieparchia retta da un metropolita, a cui possono essere legate una o più diocesi suffraganee. Sede metropolitana e diocesi suffraganee costituiscono una provincia ecclesiastica.

## Storia
Le sedi metropolitane sono nate nel contesto di una strutturata organizzazione territoriale della Chiesa cattolica: in particolare, i vescovi delle città maggiori assunsero il titolo di metropolita e, nei loro confronti, i vescovi delle diocesi suffraganee con sede nelle città minori della stessa provincia ecclesiastica avevano anche obblighi canonici. Originariamente le sedi metropolitane erano una per ogni provincia romana e coincidevano con la capitale della provincia. Questa organizzazione, già presente nel III secolo, fu confermata dal Concilio di Nicea del 325. Si noti che le sedi metropolitane coincidevano con le sedi primaziali. 
In Occidente il diritto di riconoscere a una diocesi i diritti di sede metropolitana spettava al vescovo di Roma. Sempre secondo il concilio di Nicea tutti i vescovi suffraganei dovevano ottenere il riconoscimento del metropolita della loro provincia, pena nullità dell'elezione. Verso il V secolo sorge la distinzione tra primate e metropolita, con il moltiplicarsi delle province ecclesiastiche, il titolo di metropolita spettò generalmente alle sedi più antiche, quantunque fossero in piccole città. Il concilio di Valence dell'855 affida ai metropolitani il diritto di sorvegliare i costumi e la reputazione dei vescovi suffraganei.
Anticamente al metropolita spettava il diritto di convocare e presiedere il sinodo provinciale, a cui dovevano intervenire i vescovi suffraganei. Questi concili provinciali avvenivano con una certa frequenza; il concilio nazionale di Francia del 1408 stabilì che i metropoliti dovessero convocarli ogni anno. Dopo il Concilio di Trento, stabilito l'obbligo di residenza per i vescovi, al metropolita fu attribuito il diritto di sorvegliare i suffraganei. Lo stesso concilio stabilì che i concili provinciali dovessero tenersi ogni tre anni.
Dopo le riforme apportate dal Concilio Vaticano II, i rapporti tra sedi metropolitane e suffraganee sono di carattere quasi esclusivamente formale; il Codice di diritto canonico assegna infatti al metropolita solo alcune limitate funzioni:
- vigilare sulla fede e la disciplina ecclesiastica, e informare il Pontefice romano degli abusi;
- effettuare, con il consenso della Sede Apostolica, la visita canonica nel caso che il vescovo della diocesi suffraganea la trascuri;
- nominare l'amministratore diocesano di una diocesi suffraganea resasi vacante, qualora non venga nominato entro 8 giorni;
- designare un tribunale ecclesiastico di appello, per i procedimenti conclusi in prima istanza in una delle diocesi suffraganee.[8]